# Двоярусні розосереджені заряди вибухової речовини
Двоярусні розосереджені заряди вибухової речовини (ВР), (рос. двухярусные рассредоточенные заряды ВВ, англ. two-tiery wide-spread explosive charges; нім. zweistufige verteilte Sprengstoffladungen, zweistufenförmige dezentralisieren Sprengladungen) — шпурові заряди, поділені на дві частини (яруси), що відокремлені одна від одної набійкою та ініціюються одночасно або з коротким уповільненням (спочатку детонує перший, найближчий до устя шпуру ярус заряду). Застосовуються при розкритті пластів, небезпечних і загрожуваних раптовим викидом вугілля та газу.